# Talk Talk
Talk Talk war eine britische Band, die in den frühen 1980er Jahren mit Synthiepop und New Wave begann und bis Mitte der 1980er Jahre große kommerzielle Erfolge erzielte. Danach wandelte sich die Band künstlerisch und veröffentlichte  zwischen 1988 und 1991 zwei avantgardistische Werke, die einen wichtigen Einfluss auf Art- und Post-Rock hatten und zahlreiche nachfolgende Musiker inspirierten. Die Veröffentlichungen erfolgten bei den Musiklabeln EMI, Polydor und Parlophone.

## Bandgeschichte
Anfang der 1980er Jahre lud Mark Hollis, unterstützt von seinem älteren Bruder Ed Hollis, der in den 1970er Manager der Band Eddie And The Hot Rods gewesen war, Musiker ein, um Demoaufnahmen zu machen: Schlagzeuger Lee Harris und Bassist Paul Webb, ehemalige Mitglieder der Band Eskalator, sowie Keyboarder Simon Brenner. Die Gruppe harmonierte und gab 1981 die ersten Konzerte. Die Band nannte sich Talk Talk, anknüpfend an ihren gleichnamigem Song. Die ursprüngliche Version dieses Titels stammte von Hollis früherer Band The Reaction und erschien lediglich auf der Kompilation Streets - Highlights From Independent British Labels (1977).
Der Radiomoderator David Jensen, der bei einem der ersten Konzerte der Band im Publikum war, lud sie in seine Sendung bei BBC Radio 1 ein und spielte als erster im Radio den Titel Talk Talk. Der Produzent Jimmy Miller wurde durch die Radiosendung auf die Band aufmerksam, er überarbeitete deren Demoaufnahmen und spielte sie verschiedenen Plattenlabels vor. Im November 1981 schloss die Band dann ihren ersten Plattenvertrag mit EMI ab. Die Plattenfirma verpflichtete Colin Thurston als Produzenten für das Debütalbum, der zu dieser Zeit bereits erfolgreich mit der britischen Band Duran Duran zusammenarbeitete.
Die erste Single von Talk Talk, Mirror Man, erschien im Februar 1982. Im Juli 1982 wurde dann das Debütalbum The Party’s Over veröffentlicht, von dem weltweit über 250.000 Stück verkauft wurden. Das Cover dieses Albums und auch aller weiteren gestaltete der britische Grafiker James Marsh.
Während der Aufnahmen für das zweite Studioalbum verließ Keyboarder Simon Brenner die Band. Seinen Part übernahm der Produzent des Albums, Tim Friese-Greene. Dieser wurde zwar nie festes Mitglied der Band und spielte auch nicht bei deren Konzerten mit. Aber er war bis zur Auflösung der Band als Songschreiber und Produzent an deren Entwicklung maßgeblich beteiligt. Das Album It’s My Life wurde 1984 veröffentlicht und verkaufte sich weltweit über eine Million Mal. Das auf diesem Album enthaltene Lied Such a Shame war durch den Roman Der Würfler von Luke Rhinehart beeinflusst.
Mit dem 1986 erschienenen dritten Studioalbum The Colour Of Spring konnten Talk Talk ihren kommerziellen Erfolg fortsetzen.  Der Musikstil änderte sich im Vergleich zu den vorhergehenden Alben dahingehend, dass Synthesizer verschwanden und Gitarre, Orgel und Klavier Einzug hielten. Die Band ging auf ihre erste und einzige Welttournee. 1986 spielten Talk Talk beim Montreux Jazz Festival; der Auftritt wurde für das Fernsehen aufgezeichnet und später als DVD veröffentlicht.
Aufgrund des bisherigen kommerziellen Erfolgs erhielt die Band von der Plattenfirma EMI für die Produktion des nächsten Studioalbums ein offenes Budget und keine Zeitvorgabe. Die Aufnahmen, die in einer Kirche in Suffolk stattfanden, dauerten 14 Monate. 1988 erschien das künstlerisch avantgardistische Album Spirit of Eden, bei dem u. a. der Jazz-Musiker Henry Lowther, der Violinenvirtuose Nigel Kennedy und der Instrument-Erfinder Hugh Davies mitwirkten. Dieses anspruchsvolle Projekt begeisterte Kritiker und viele Musiker, konnte aber kommerziell bei weitem nicht an die früheren Erfolge anknüpfen. Es kam im Zusammenhang der Albumveröffentlichung zu mehreren Streitigkeiten zwischen der Band und dem Plattenlabel EMI. Ein Grund hierfür war die Ankündigung der Band, dass weder eine Singleauskopplung noch Liveauftritte geplant seien. Diesbezüglich einigte man sich schließlich darauf, den Titel I Believe In You als Single zu veröffentlichen.
Zu einem weiteren Streit zwischen der Band und EMI kam es, nachdem das Label 1991 ohne Zustimmung der Band das Remix-Album History Revisited herausgebracht hatte. In einem gerichtlichen Verfahren obsiegte die Band und EMI musste das Album, das sich bereits gut verkauft hatte, wieder vom Markt nehmen.
Talk Talk schlossen einen neuen Plattenvertrag mit Polydor. Auf dessen Jazz-Label Verve erschien im September 1991 das fünfte und letzte Studioalbum Laughing Stock, das später dem Genre Post-Rock zugeordnet wurde. Vor den Aufnahmen zu diesem Album hatte der Bassist Paul Webb die Band verlassen.
Nach der Veröffentlichung des Albums löste sich die Band 1991 auf.

## Spätere Projekte der ehemaligen Bandmitglieder
Mark Hollis brachte 1998 als Solo-Künstler ein gleichnamiges Album heraus, zog sich aber danach aus der Musikszene zurück. Ein letztes extrem minimalistisches Stück wurde von ihm unter dem Pseudonym John Cope – benannt nach einem gleichnamigen Song von Talk Talk – auf dem Album AV1 von Dave Allinson und Phil Brown veröffentlicht.
Paul Webb und Lee Harris veröffentlichten gemeinsam unter dem Namen „.O.rang“ (oder „’O’rang“) von 1994 bis 1996 zwei Alben und eine EP, auf denen sie ohne gängige Songstrukturen vielfältige Klangteppiche ausbreiten. Bereits in dieser Zeit arbeiteten sie mit der noch unbekannten Musikerin Beth Gibbons zusammen. Lee Harris wurde von diversen Bands wie Midnight Choir oder Bark Psychosis als Schlagzeuger engagiert. 2002 veröffentlichte Paul Webb unter dem Pseudonym „Rustin’ Man“ zusammen mit der Portishead-Sängerin Beth Gibbons das Album Out of Season. Zusammen mit Lee Harris und einigen Portishead-Mitgliedern gingen sie auf Tour. Für die beiden Ex-Talk-Talk-Mitglieder war es die erste Bühnenpräsenz seit 1986. Als Mark Hollis 2019 starb, gab Webb zu Protokoll, mit dem Sänger seit Jahren keinen Kontakt mehr gehabt zu haben.

## Diskografie

### Studioalben
| Jahr | Titel                | Höchstplatzierung, Gesamtwochen, AuszeichnungChartplatzierungen (Jahr, Titel, Platzierungen, Wochen, Auszeichnungen, Anmerkungen) | Höchstplatzierung, Gesamtwochen, AuszeichnungChartplatzierungen (Jahr, Titel, Platzierungen, Wochen, Auszeichnungen, Anmerkungen) | Höchstplatzierung, Gesamtwochen, AuszeichnungChartplatzierungen (Jahr, Titel, Platzierungen, Wochen, Auszeichnungen, Anmerkungen) | Höchstplatzierung, Gesamtwochen, AuszeichnungChartplatzierungen (Jahr, Titel, Platzierungen, Wochen, Auszeichnungen, Anmerkungen) | Höchstplatzierung, Gesamtwochen, AuszeichnungChartplatzierungen (Jahr, Titel, Platzierungen, Wochen, Auszeichnungen, Anmerkungen) | Anmerkungen                              |
| Jahr | Titel                | DE | AT | CH | UK | US | Anmerkungen                              |
| ---- | -------------------- | --- | --- | --- | --- | --- | ---------------------------------------- |
| 1982 | The Party’s Over     | — | — | — | UK21 Silber · (25 Wo.)UK | US132 (16 Wo.)US | Erstveröffentlichung: 13. Juli 1982      |
| 1984 | It’s My Life         | DE4 Gold · (42 Wo.)DE | — | CH2 (15 Wo.)CH | UK35 (8 Wo.)UK | US42 (22 Wo.)US | Erstveröffentlichung: Februar 1984       |
| 1986 | The Colour of Spring | DE11 (25 Wo.)DE | AT16 (4 Wo.)AT | CH3 (16 Wo.)CH | UK8 Gold · (21 Wo.)UK | US58 (17 Wo.)US | Erstveröffentlichung: 17. Februar 1986   |
| 1988 | Spirit of Eden       | DE16 (10 Wo.)DE | — | CH12 (7 Wo.)CH | UK19 Silber · (6 Wo.)UK | — | Erstveröffentlichung: September 1988     |
| 1991 | Laughing Stock       | DE65 (4 Wo.)DE | — | — | UK26 (2 Wo.)UK | — | Erstveröffentlichung: 16. September 1991 |

grau schraffiert: keine Chartdaten aus diesem Jahr verfügbar

### Livealben
| Jahr | Titel       | Höchstplatzierung, Gesamtwochen, AuszeichnungChartsChartplatzierungen (Jahr, Titel, Platzierungen, Wochen, Auszeichnungen, Anmerkungen) | Anmerkungen                            |
| Jahr | Titel       | DE | Anmerkungen                            |
| ---- | ----------- | --- | -------------------------------------- |
| 1999 | London 1986 | DE46 (3 Wo.)DE | Erstveröffentlichung: 19. Februar 1999 |

### Kompilationen
| Jahr | Titel                              | Höchstplatzierung, Gesamtwochen, AuszeichnungChartplatzierungen (Jahr, Titel, Platzierungen, Wochen, Auszeichnungen, Anmerkungen) | Höchstplatzierung, Gesamtwochen, AuszeichnungChartplatzierungen (Jahr, Titel, Platzierungen, Wochen, Auszeichnungen, Anmerkungen) | Höchstplatzierung, Gesamtwochen, AuszeichnungChartplatzierungen (Jahr, Titel, Platzierungen, Wochen, Auszeichnungen, Anmerkungen) | Anmerkungen |
| Jahr | Titel                              | DE | CH | UK | Anmerkungen |
| ---- | ---------------------------------- | --- | --- | --- | --- |
| 1990 | Natural History – The Very Best Of | DE10 Gold · (27 Wo.)DE | CH27 (4 Wo.)CH | UK3 Gold · (21 Wo.)UK | Erstveröffentlichung: 28. Mai 1990                                                                                |
| 1991 | History Revisited – The Remixes    | DE27 (11 Wo.)DE | — | UK35 (2 Wo.)UK | Erstveröffentlichung: 15. März 1991                                                                               |
| 1997 | The Very Best of Talk Talk         | DE49 (1 Wo.)DE | — | UK54 Gold · (2 Wo.)UK | Erstveröffentlichung: 21. Januar 1997                                                                             |
| 2025 | Essential                          | — | CH61 (2 Wo.)CH | — | Erstveröffentlichung: 9. September 2011 Charteinstieg CH: 2019                                                    |
| 2025 | The Very Best Of Talk Talk         | DE49 (1 Wo.)DE | — | — | Erstveröffentlichung: 14. März 2025 (Erstmals als 2LP, CD und Download mit anderer Tracklist als 1997 erschienen) |

Weitere Kompilationen
- 1984: It’s My Mix (Remixe)
- 1986: Mini LP (US Mixe)
- 1998: Asides Besides
- 1998: 12x12 Original Remixes
- 2000: The Collection
- 2001: Remixed
- 2001: Missing Pieces
- 2003: Introducing… Talk Talk
- 2003: The Essential
- 2005: The Ultra Selection
- 2013: Natural History
- 2013: Natural Order 1982–1991

### Singles
| Jahr | Titel Album                                  | Höchstplatzierung, Gesamtwochen, AuszeichnungChartplatzierungen (Jahr, Titel, Album, Platzierungen, Wochen, Auszeichnungen, Anmerkungen) | Höchstplatzierung, Gesamtwochen, AuszeichnungChartplatzierungen (Jahr, Titel, Album, Platzierungen, Wochen, Auszeichnungen, Anmerkungen) | Höchstplatzierung, Gesamtwochen, AuszeichnungChartplatzierungen (Jahr, Titel, Album, Platzierungen, Wochen, Auszeichnungen, Anmerkungen) | Höchstplatzierung, Gesamtwochen, AuszeichnungChartplatzierungen (Jahr, Titel, Album, Platzierungen, Wochen, Auszeichnungen, Anmerkungen) | Höchstplatzierung, Gesamtwochen, AuszeichnungChartplatzierungen (Jahr, Titel, Album, Platzierungen, Wochen, Auszeichnungen, Anmerkungen) | Anmerkungen                                                                      |
| Jahr | Titel Album                                  | DE | AT | CH | UK | US | Anmerkungen                                                                      |
| ---- | -------------------------------------------- | --- | --- | --- | --- | --- | -------------------------------------------------------------------------------- |
| 1982 | Talk Talk The Party’s Over                   | — | — | — | UK23 (14 Wo.)UK | US75 (7 Wo.)US | Erstveröffentlichung: März 1982                                                  |
| 1982 | Today The Party’s Over                       | — | — | — | UK14 (13 Wo.)UK | — | Erstveröffentlichung: Juni 1982                                                  |
| 1983 | My Foolish Friend –                          | — | — | — | UK57 (3 Wo.)UK | — | Erstveröffentlichung: März 1983                                                  |
| 1984 | It’s My Life                                 | DE33 (22 Wo.)DE | — | — | UK46 Platin · (14 Wo.)UK | US31 (14 Wo.)US | Erstveröffentlichung: 13. Januar 1984 Wiederveröffentlichung 1990 (UK: Platz 13) |
| 1984 | Such a Shame It’s My Life                    | DE2 (23 Wo.)DE | AT2 (12 Wo.)AT | CH1 (16 Wo.)CH | UK49 (6 Wo.)UK | US89 (3 Wo.)US | Erstveröffentlichung: März 1984                                                  |
| 1984 | Dum Dum Girl It’s My Life                    | DE20 (12 Wo.)DE | — | CH24 (5 Wo.)CH | UK74 (1 Wo.)UK | — | Erstveröffentlichung: Juli 1984                                                  |
| 1984 | Another Word The Party’s Over                | DE25 (12 Wo.)DE | — | — | — | — | Erstveröffentlichung: 1984                                                       |
| 1985 | Life’s What You Make It The Colour of Spring | DE24 (15 Wo.)DE | — | CH17 (8 Wo.)CH | UK16 Silber · (15 Wo.)UK | US90 (4 Wo.)US | Erstveröffentlichung: November 1985                                              |
| 1986 | Living in Another World The Colour of Spring | DE34 (9 Wo.)DE | — | CH23 (1 Wo.)CH | UK48 (4 Wo.)UK | — | Erstveröffentlichung: März 1986                                                  |
| 1986 | Give It Up The Colour of Spring              | — | — | — | UK59 (3 Wo.)UK | — | Erstveröffentlichung: Mai 1986                                                   |
| 2003 | It’s My Life –                               | — | — | — | UK64 (1 Wo.)UK | — | Erstveröffentlichung: 9. Juni 2003 Liquid People vs. Talk Talk                   |

Weitere Singles
- 1982: Mirror Man
- 1982: Another Word
- 1984: Such a Shame (US Mix)
- 1984: Tomorrow Started (Live)
- 1986: I Don’t Believe in You
- 1988: I Believe in You
- 1991: Living in Another World (Remix)
- 1991: After the Flood (Outtake)
- 1991: New Grass
- 1991: Ascension Day

### Bootlegs
- 1982: Live Gillingham in Concert 82
- 1982: Live Radio One 82
- 1982: Live München 82
- 1984: Live Ahoy 84
- 1984: Live Hammersmith 84
- 1984: Live Metropol, Wien, Austria
- 1984: Live Lyceum 84
- 1984: Live San Francisco 84
- 1984: Live Utrecht ’84
- 1986: Live Torhout (Belgium) 86
- 1986: Live Montreux 86
- 1991: Talking Colours Live Hammersmith Odeon 86
- 2005: Fading Colours Live Utrecht Muziekcentrum Vrendenburg 86

### Videoalben
| Jahr | Titel                 | Höchstplatzierung, Gesamtwochen, AuszeichnungChartsChartplatzierungen (Jahr, Titel, Platzierungen, Wochen, Auszeichnungen, Anmerkungen) | Anmerkungen                            |
| Jahr | Titel                 | UK | Anmerkungen                            |
| ---- | --------------------- | --- | -------------------------------------- |
| 2008 | Live at Montreux 1986 | UK16 (4 Wo.)UK | Erstveröffentlichung: 13. Oktober 2008 |

Weitere Videoalben
- 2008: Natural History – The Very Best Of (11 Videos)
- 2013: Natural History – The Very Best Of (12 Videos)

### Als ’O’rang (Lee Harris & Paul Webb)
- 1994: Spoor (EP)
- 1995: Herd of Instinct
- 1996: Fields and Waves

## Rezeption
Der Rolling Stone ordnet Talk Talk als einen der wichtigsten Pop-Acts der 1980er und frühen 1990er Jahre ein: „Talk Talk gilt als eine der wichtigsten Pop-Acts der 1980er Jahre. Mit Hits wie It’s My Life oder Such a Shame wurde Hollis zum Chart-Star, jedoch waren es die Alben Spirit of Eden (1988) und Laughing Stock (1991), die ihn in die Sphäre der Songwriter-Genies erhoben, weil er zunehmend Jazz und Neue Musik in seine Werke einbezog.“

## Auszeichnungen für Musikverkäufe
| Goldene Schallplatte - Belgien - 2006: für das Album The Very Best Of - Frankreich - 1985: für das Album It’s My Life - Kanada - 1986: für das Album The Colour of Spring - Niederlande - 1986: für das Album The Colour of Spring - 1991: für das Album Natural History – The Very Best Of | Platin-Schallplatte - Niederlande - 1988: für das Album It’s My Life |

Anmerkung: Auszeichnungen in Ländern aus den Charttabellen bzw. Chartboxen sind in ebendiesen zu finden.
| Land/RegionAuszeichnungen für Musikverkäufe (Land/Region, Auszeichnungen, Verkäufe, Quellen) | Silber     | Gold       | Platin     | Verkäufe  | Quellen           |
| -------------------------------------------------------------------------------------------- | ---------- | ---------- | ---------- | --------- | ----------------- |
| Belgien (BRMA)                                                                               | —          | Gold1      | —          | 25.000    | ultratop.be       |
| Deutschland (BVMI)                                                                           | —          | 2× Gold2   | —          | 500.000   | musikindustrie.de |
| Frankreich (SNEP)                                                                            | —          | Gold1      | —          | 100.000   | infodisc.fr       |
| Kanada (MC)                                                                                  | —          | Gold1      | —          | 50.000    | musiccanada.com   |
| Niederlande (NVPI)                                                                           | —          | 2× Gold2   | Platin1    | 200.000   | nvpi.nl           |
| Vereinigtes Königreich (BPI)                                                                 | 3× Silber3 | 3× Gold3   | Platin1    | 1.220.000 | bpi.co.uk         |
| Insgesamt                                                                                    | 3× Silber3 | 10× Gold10 | 2× Platin2 |           |                   |